# Strasburg (Uckermark)
 Strasburg város a Németország Mecklenburg-Elő-Pomeránia tartományában. 
Neubrandenburgtól 35 km-re keletre terül el.

## Városrészek
Következik  városrészek léteznek:  Boldshof, Burgwall, Glantzhof, Karlsburg, Karlsfelde, Klepelshagen, Köhnshof,
Lauenhagen, Linchenshöh, Ludwigsthal, Luisenburg, Louisfelde, Marienfelde, Muchowshof, Ottilienau, Ravensmühle, Schneidershof, Schönburg, Rosenthal, Schwarzensee-Siedlung, Wilhelmsburg, Wilhelmslust, Ziegelhausen, Zimmermannsmühle.

## Története

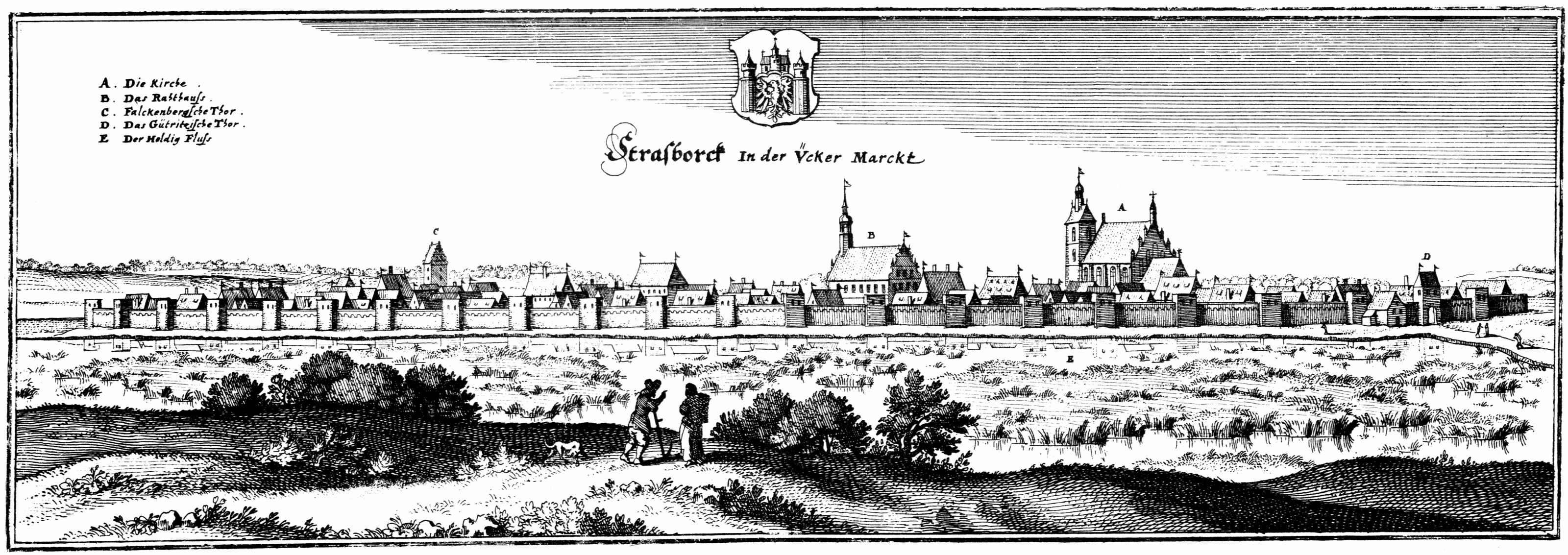
Strasburg 1650 körül

I. Barnim pomerániai herceg alapított  települést. 
Írott forrásban elsőként 1276-ban tűnik fel „Straceburch” nevén.
Sokáig a mecklenburgi, brandenburgi és pomerániai hercegek harcoltok településért. 1479 óta Brandenurghoz tartozik.
1952 óta a Neubrandenburg járáshoz (németül: Bezirk Neubrandenburg) tartozott és 1994-ig járási székhely volt.

## Fordítás
- Ez a szócikk részben vagy egészben  a   Strasburg című német Wikipédia-szócikk fordításán alapul.  Az eredeti cikk szerkesztőit annak laptörténete sorolja fel. Ez a jelzés csupán a megfogalmazás eredetét és a szerzői jogokat jelzi, nem szolgál a cikkben szereplő információk forrásmegjelöléseként.